# Axoclinus nigricaudus
Axoclinus nigricaudus är en fiskart som beskrevs av Allen och Robertson, 1991. Axoclinus nigricaudus ingår i släktet Axoclinus och familjen Tripterygiidae. IUCN kategoriserar arten globalt som livskraftig. Inga underarter finns listade.